# Liste des gonfaloniers de justice et prieurs de la république de Florence dans les années 1360
Pour des articles plus généraux, voir Liste des gonfaloniers de justice et prieurs de la république de Florence et Liste des gonfaloniers de justice et prieurs de la république de Florence au XIVe siècle.
Cet article dresse une liste des gonfaloniers de justice et prieurs de la république de Florence dans les années 1360.

## 1360
| Période de gouvernement            | Gonfaloniers de Justice et Prieurs                       | Notes                                                          |
| ---------------------------------- | -------------------------------------------------------- | -------------------------------------------------------------- |
| 1er janvier 1360-29 février 1360   | Bardo Corsi                                              | Gonf. issu du q. Santa Croce.                                  |
| 1er janvier 1360-29 février 1360   | Bonaccorso di Rucco Pitti                                | Pr. du q. San Spirito.                                         |
| 1er janvier 1360-29 février 1360   | Francesco Falconetti                                     | Pr. du q. San Spirito.                                         |
| 1er janvier 1360-29 février 1360   | Dono di Lotto                                            | Pr. du q. Santa Croce. Négociant en vins (vinattiere).         |
| 1er janvier 1360-29 février 1360   | Francesco di Giovanni                                    | Pr. du q. Santa Croce. Cordonnier (calzolaio).                 |
| 1er janvier 1360-29 février 1360   | Tommaso Dietaiuti                                        | Pr. du q. Santa Maria Novella.                                 |
| 1er janvier 1360-29 février 1360   | Luigi di Lippo Aldobrandini                              | Pr. du q. Santa Maria Novella.                                 |
| 1er janvier 1360-29 février 1360   | Niccolò di Matteo Duranti                                | Pr. du q. San Giovanni. Apothicaire (speziale).                |
| 1er janvier 1360-29 février 1360   | Guido di Bonaccio Guasconi                               | Pr. du q. San Giovanni.                                        |
| 1er mars 1360-30 avril 1360        | Francesco di Giunta Borghi                               | Gonf. issu du q. Santa Maria Novella.                          |
| 1er mars 1360-30 avril 1360        | Benozzo di Francesco d'Andrea del Grasso                 | Pr. du q. San Spirito.                                         |
| 1er mars 1360-30 avril 1360        | Giovanni di Meglio Bonarli                               | Pr. du q. San Spirito.                                         |
| 1er mars 1360-30 avril 1360        | Bonaccorso di Filippo Soldani                            | Pr. du q. Santa Croce.                                         |
| 1er mars 1360-30 avril 1360        | Francesco di Priore                                      | Pr. du q. Santa Croce. Drapier (lanaiolo).                     |
| 1er mars 1360-30 avril 1360        | Zellino di Dino                                          | Pr. du q. Santa Maria Novella. Forgeron (ferraiolo) ?          |
| 1er mars 1360-30 avril 1360        | Niccolò di Geri                                          | Pr. du q. Santa Maria Novella. Boucher (beccaio).              |
| 1er mars 1360-30 avril 1360        | Francesco Cambini                                        | Pr. du q. San Giovanni.                                        |
| 1er mars 1360-30 avril 1360        | Tommaso di Lippo Amizzini                                | Pr. du q. San Giovanni.                                        |
| 1er mai 1360-30 juin 1360          | Bencivenni di Simone Bencivenni                          | Gonf. issu du q. San Giovanni. Apothicaire (speziale).         |
| 1er mai 1360-30 juin 1360          | Luca di Feo Ugolini                                      | Pr. du q. San Spirito.                                         |
| 1er mai 1360-30 juin 1360          | Sandro di Zanobi dello Scelto                            | Pr. du q. San Spirito.                                         |
| 1er mai 1360-30 juin 1360          | Francesco di Spinello                                    | Pr. du q. Santa Croce. Marchand de fourrure de vair (vaiaio) ? |
| 1er mai 1360-30 juin 1360          | Dino di Geri Cignamochi (ou Tigliamochi, ou Cigliamochi) | Pr. du q. Santa Croce.                                         |
| 1er mai 1360-30 juin 1360          | Matteo di Simone Orlandi                                 | Pr. du q. Santa Maria Novella.                                 |
| 1er mai 1360-30 juin 1360          | Bartolo di Cino Benvenuti                                | Pr. du q. Santa Maria Novella.                                 |
| 1er mai 1360-30 juin 1360          | Jacopo di Saggio                                         | Pr. du q. San Giovanni. Fabricant de meubles (tavolacciaio).   |
| 1er mai 1360-30 juin 1360          | Guccio di Nuccio                                         | Pr. du q. San Giovanni. Cordier (funaiolo).                    |
| 1er juillet 1360-31 août 1360      | Ugolino di Vieri                                         | Gonf. issu du q. San Spirito. Apothicaire (speziale).          |
| 1er juillet 1360-31 août 1360      | Marco di Giovanni                                        | Pr. du q. San Spirito. Boucher (beccaio).                      |
| 1er juillet 1360-31 août 1360      | Misi di Paolo                                            | Pr. du q. San Spirito. Hôtelier (albergatore).                 |
| 1er juillet 1360-31 août 1360      | Filippo di Duccio Magalotti                              | Pr. du q. Santa Croce.                                         |
| 1er juillet 1360-31 août 1360      | Paolo di Cenni Covoni                                    | Pr. du q. Santa Croce.                                         |
| 1er juillet 1360-31 août 1360      | Jacopo di Francesco del Bene                             | Pr. du q. Santa Maria Novella.                                 |
| 1er juillet 1360-31 août 1360      | Andrea di Rucco Savini                                   | Pr. du q. Santa Maria Novella.                                 |
| 1er juillet 1360-31 août 1360      | Giovanni di Neri di Ser Benedetto Capitani               | Pr. du q. San Giovanni.                                        |
| 1er juillet 1360-31 août 1360      | Nerone di Nigi Dietisalvi Neroni                         | Pr. du q. San Giovanni.                                        |
| 1er septembre 1360-31 octobre 1360 | Filippo di Fabbrino Tolosini                             | Gonf. issu du q. Santa Croce.                                  |
| 1er septembre 1360-31 octobre 1360 | Guido di Bianco Deti                                     | Pr. du q. San Spirito.                                         |
| 1er septembre 1360-31 octobre 1360 | Durante Sassi                                            | Pr. du q. San Spirito. Mort en charge.                         |
| 1er septembre 1360-31 octobre 1360 | Piero di Dato Canigiani                                  | Pr. du q. San Spirito. Élu en remplacement du précédent.       |
| 1er septembre 1360-31 octobre 1360 | Cristofano di Ser Giovanni                               | Pr. du q. Santa Croce. Drapier (pannaiolo).                    |
| 1er septembre 1360-31 octobre 1360 | Jacopo di Domenico                                       | Pr. du q. Santa Croce. Boucher (beccaio).                      |
| 1er septembre 1360-31 octobre 1360 | Bartolo di More Ubaldini                                 | Pr. du q. Santa Maria Novella.                                 |
| 1er septembre 1360-31 octobre 1360 | Bardo di Guglielmo Altoviti                              | Pr. du q. Santa Maria Novella.                                 |
| 1er septembre 1360-31 octobre 1360 | Cambiozzo di Lapo de'Medici                              | Pr. du q. San Giovanni.                                        |
| 1er septembre 1360-31 octobre 1360 | Stoldo di Lapo de Stoldo                                 | Pr. du q. San Giovanni.                                        |
| 1er novembre 1360-31 décembre 1360 | Jacopo di Lapo Brunetti                                  | Gonf. issu du q. Santa Maria Novella.                          |
| 1er novembre 1360-31 décembre 1360 | Leonardo di Bindo Ferrucci                               | Pr. du q. San Spirito.                                         |
| 1er novembre 1360-31 décembre 1360 | Sandro di Simone da Quarata (ou Quaratesi)               | Pr. du q. San Spirito.                                         |
| 1er novembre 1360-31 décembre 1360 | Michele di Vanni di Ser Lotto Castellani                 | Pr. du q. Santa Croce.                                         |
| 1er novembre 1360-31 décembre 1360 | Niccolò di Vanni Ricoveri                                | Pr. du q. Santa Croce.                                         |
| 1er novembre 1360-31 décembre 1360 | Jacopo di Naddo                                          | Pr. du q. Santa Maria Novella. Boucher (beccaio).              |
| 1er novembre 1360-31 décembre 1360 | Piero di Cambio                                          | Pr. du q. Santa Maria Novella. Marchand de lin (linaiolo).     |
| 1er novembre 1360-31 décembre 1360 | Andrea di Neri di Lippo del Palagio (ou del Palazzo)     | Pr. du q. San Giovanni.                                        |
| 1er novembre 1360-31 décembre 1360 | Cherico di Gerino da Sommaia                             | Pr. du q. San Giovanni.                                        |

## 1361
| Période de gouvernement            | Gonfaloniers de Justice et Prieurs                              | Notes                                                             |
| ---------------------------------- | --------------------------------------------------------------- | ----------------------------------------------------------------- |
| 1er janvier 1361-28 février 1361   | Giovanni d'Aldobrandino Alfani                                  | Gonf. issu du q. San Giovanni.                                    |
| 1er janvier 1361-28 février 1361   | Luca di Totto da Panzano                                        | Pr. du q. San Spirito.                                            |
| 1er janvier 1361-28 février 1361   | Andrea di Cappone Capponi                                       | Pr. du q. San Spirito.                                            |
| 1er janvier 1361-28 février 1361   | Giovanni di Mess. Lotto Salviati                                | Pr. du q. Santa Croce.                                            |
| 1er janvier 1361-28 février 1361   | Buonaguida di Jacopo Simoni                                     | Pr. du q. Santa Croce.                                            |
| 1er janvier 1361-28 février 1361   | Carlo di Strozza Strozzi                                        | Pr. du q. Santa Maria Novella.                                    |
| 1er janvier 1361-28 février 1361   | Guido di Federigo                                               | Pr. du q. Santa Maria Novella. Orfèvre (orefice).                 |
| 1er janvier 1361-28 février 1361   | Giovanni di Giunta                                              | Pr. du q. San Giovanni. Armurier (corazzaio).                     |
| 1er janvier 1361-28 février 1361   | Nardo di Lippo di Durello                                       | Pr. du q. San Giovanni. Armurier (corazzaio).                     |
| 1er mars 1361-30 avril 1361        | Lippo di Dino dello Scelto                                      | Gonf. issu du q. San Spirito.                                     |
| 1er mars 1361-30 avril 1361        | Cione di Baccino                                                | Pr. du q. San Spirito. Boucher (beccaio).                         |
| 1er mars 1361-30 avril 1361        | Giovanni di Ciari (ou Giovanni di Chiaro)                       | Pr. du q. San Spirito. Fripier (rigattiere).                      |
| 1er mars 1361-30 avril 1361        | Cietto di Giovanni di Lottino                                   | Pr. du q. Santa Croce.                                            |
| 1er mars 1361-30 avril 1361        | Jacopo di Piero Sacchetti                                       | Pr. du q. Santa Croce.                                            |
| 1er mars 1361-30 avril 1361        | Giorgio di Collino Grandoni                                     | Pr. du q. Santa Maria Novella.                                    |
| 1er mars 1361-30 avril 1361        | Recco di Guido Guazza                                           | Pr. du q. Santa Maria Novella.                                    |
| 1er mars 1361-30 avril 1361        | Jacopo di Giovanni Gherardini                                   | Pr. du q. San Giovanni.                                           |
| 1er mars 1361-30 avril 1361        | Filippone di Matteo del Riccio                                  | Pr. du q. San Giovanni.                                           |
| 1er mai 1361-30 juin 1361          | Filippo di Gianmoro Baroncelli                                  | Gonf. issu du q. Santa Croce.                                     |
| 1er mai 1361-30 juin 1361          | Filippo di Bartolo Filippi                                      | Pr. du q. San Spirito.                                            |
| 1er mai 1361-30 juin 1361          | Zanobi di Giovanni di Cione Mezzuoli (ou Mezzola)               | Pr. du q. San Spirito.                                            |
| 1er mai 1361-30 juin 1361          | Perso di Dino                                                   | Pr. du q. Santa Croce. Tonnelier (bottaio).                       |
| 1er mai 1361-30 juin 1361          | Piero di Dino                                                   | Pr. du q. Santa Croce. Forgeron (manescalco).                     |
| 1er mai 1361-30 juin 1361          | Taddeo di Fino Tosi (ou del Toso)                               | Pr. du q. Santa Maria Novella.                                    |
| 1er mai 1361-30 juin 1361          | Lorenzo di Matteo Boninsegna (ou Buoninsegni)                   | Pr. du q. Santa Maria Novella.                                    |
| 1er mai 1361-30 juin 1361          | Chiarozzo del Bene Chiari                                       | Pr. du q. San Giovanni.                                           |
| 1er mai 1361-30 juin 1361          | Chiarissimo di Meo Cionacci                                     | Pr. du q. San Giovanni.                                           |
| 1er juillet 1361-31 août 1361      | Ghino di Caccino Bonciani                                       | Gonf. issu du q. Santa Maria Novella.                             |
| 1er juillet 1361-31 août 1361      | Andrea di Benozzo Amadori                                       | Pr. du q. San Spirito.                                            |
| 1er juillet 1361-31 août 1361      | Lorenzo di Jacopo Marsili                                       | Pr. du q. San Spirito.                                            |
| 1er juillet 1361-31 août 1361      | Giovanni di Ser Bonaccorso Biffoli                              | Pr. du q. Santa Croce.                                            |
| 1er juillet 1361-31 août 1361      | Filippo di Stagio del Turricchio                                | Pr. du q. Santa Croce.                                            |
| 1er juillet 1361-31 août 1361      | Schiatta di Ricco                                               | Pr. du q. Santa Maria Novella. Tanneur (galigaio).                |
| 1er juillet 1361-31 août 1361      | Bernardo di Piero Doni                                          | Pr. du q. Santa Maria Novella. Tailleur de pierre (tagliapietre). |
| 1er juillet 1361-31 août 1361      | Filippo di Piero Duranti Carnesecchi                            | Pr. du q. San Giovanni.                                           |
| 1er juillet 1361-31 août 1361      | Matteo di Federigo Soldi                                        | Pr. du q. San Giovanni.                                           |
| 1er septembre 1361-31 octobre 1361 | Francesco Nelli                                                 | Gonf. issu du q. San Giovanni.                                    |
| 1er septembre 1361-31 octobre 1361 | Giovanni d'Arrigo Sassolini                                     | Pr. du q. San Spirito.                                            |
| 1er septembre 1361-31 octobre 1361 | Stefano di Lippo                                                | Pr. du q. San Spirito. Drapier (lanaiolo).                        |
| 1er septembre 1361-31 octobre 1361 | Otto Sapiti                                                     | Pr. du q. Santa Croce.                                            |
| 1er septembre 1361-31 octobre 1361 | Lizio di Ser Gherardo Risaliti                                  | Pr. du q. Santa Croce.                                            |
| 1er septembre 1361-31 octobre 1361 | Andrea del Pera Baldovinetti                                    | Pr. du q. Santa Maria Novella.                                    |
| 1er septembre 1361-31 octobre 1361 | Ubaldino di Fastello Petribuoni (ou Petriboni)                  | Pr. du q. Santa Maria Novella.                                    |
| 1er septembre 1361-31 octobre 1361 | Giovanni di Firenze                                             | Pr. du q. San Giovanni. Fabricant d'épées (spadaio) ?             |
| 1er septembre 1361-31 octobre 1361 | Giovanni Brunellini                                             | Pr. du q. San Giovanni.                                           |
| 1er novembre 1361-31 décembre 1361 | Pierozzo di Banco di Ser Bartolo (ou Priorozzo di Banco)        | Gonf. issu du q. San Spirito.                                     |
| 1er novembre 1361-31 décembre 1361 | Piero di Piuvichese Brancacci                                   | Pr. du q. San Spirito. Marchand de lin (linaiolo).                |
| 1er novembre 1361-31 décembre 1361 | Giovanni di Filippo, dit Getta                                  | Pr. du q. San Spirito. Négociant en vins (vinattiere).            |
| 1er novembre 1361-31 décembre 1361 | Filippo di Lapo Baldovinetti                                    | Pr. du q. Santa Croce.                                            |
| 1er novembre 1361-31 décembre 1361 | Giovanni di Geri del Bello                                      | Pr. du q. Santa Croce.                                            |
| 1er novembre 1361-31 décembre 1361 | Ammannato di Ser Rinaldo Tecchini                               | Pr. du q. Santa Maria Novella.                                    |
| 1er novembre 1361-31 décembre 1361 | Baldese di Turino Baldesi                                       | Pr. du q. Santa Maria Novella.                                    |
| 1er novembre 1361-31 décembre 1361 | Tommaso Baronci                                                 | Pr. du q. San Giovanni.                                           |
| 1er novembre 1361-31 décembre 1361 | Cantino d'Angiolo di Lapo Canti (ou Cantino d'Agnolo del Canto) | Pr. du q. San Giovanni.                                           |

## 1362
| Période de gouvernement            | Gonfaloniers de Justice et Prieurs                         | Notes                                                          |
| ---------------------------------- | ---------------------------------------------------------- | -------------------------------------------------------------- |
| 1er janvier 1362-28 février 1362   | Francesco di Lapo Corsi                                    | Gonf. issu du q. Santa Croce.                                  |
| 1er janvier 1362-28 février 1362   | Neri di Bonaccorso Pitti                                   | Pr. du q. San Spirito.                                         |
| 1er janvier 1362-28 février 1362   | Guido di Giovanni Machiavelli                              | Pr. du q. San Spirito.                                         |
| 1er janvier 1362-28 février 1362   | Allegro di Nuto                                            | Pr. du q. Santa Croce. Boulanger (fornaio).                    |
| 1er janvier 1362-28 février 1362   | Antonio di Martino                                         | Pr. du q. Santa Croce. Boucher (beccaio).                      |
| 1er janvier 1362-28 février 1362   | Attaviano di Dino Attaviani                                | Pr. du q. Santa Maria Novella.                                 |
| 1er janvier 1362-28 février 1362   | Lapo di Vanni Rucellai                                     | Pr. du q. Santa Maria Novella.                                 |
| 1er janvier 1362-28 février 1362   | Giovanni di Mancino Sostegni                               | Pr. du q. San Giovanni.                                        |
| 1er janvier 1362-28 février 1362   | Giovanni di Bartolo Bischeri                               | Pr. du q. San Giovanni.                                        |
| 1er mars 1362-30 avril 1362        | Bernardo di Lapo Ardinghelli                               | Gonf. issu du q. Santa Maria Novella.                          |
| 1er mars 1362-30 avril 1362        | Bartolo di Cenni Biliotti                                  | Pr. du q. San Spirito.                                         |
| 1er mars 1362-30 avril 1362        | Jacopo di Banco di Puccio Bencivenni                       | Pr. du q. San Spirito.                                         |
| 1er mars 1362-30 avril 1362        | Lapo di Duccio Bucelli                                     | Pr. du q. Santa Croce.                                         |
| 1er mars 1362-30 avril 1362        | Niccolò di Maestro Cambio Salviati                         | Pr. du q. Santa Croce.                                         |
| 1er mars 1362-30 avril 1362        | Domenico di Cecco Fei                                      | Pr. du q. Santa Maria Novella. Drapier (pannaiolo).            |
| 1er mars 1362-30 avril 1362        | Niccolò di Dello                                           | Pr. du q. Santa Maria Novella. Fromager (pizzicagnolo).        |
| 1er mars 1362-30 avril 1362        | Francesco di Ser Arrigo de'Rocchi                          | Pr. du q. San Giovanni.                                        |
| 1er mars 1362-30 avril 1362        | Niccolò di Mone Guidi                                      | Pr. du q. San Giovanni.                                        |
| 1er mai 1362-30 juin 1362          | Zato di Gherardo Passavanti (ou Zato di Gaddo Passavanti)  | Gonf. issu du q. San Giovanni.                                 |
| 1er mai 1362-30 juin 1362          | Niccolò di Bocchino Rimbaldesi                             | Pr. du q. San Spirito.                                         |
| 1er mai 1362-30 juin 1362          | Amerigo di Mess. Tommaso Corsini                           | Pr. du q. San Spirito.                                         |
| 1er mai 1362-30 juin 1362          | Orlando di Cambio Orlandi                                  | Pr. du q. Santa Croce.                                         |
| 1er mai 1362-30 juin 1362          | Bonaccorso di Giovanni di Lapo Bonnacorsi                  | Pr. du q. Santa Croce.                                         |
| 1er mai 1362-30 juin 1362          | Guccio di Dino Gucci                                       | Pr. du q. Santa Maria Novella.                                 |
| 1er mai 1362-30 juin 1362          | Ghino di Bernardo Anselmi                                  | Pr. du q. Santa Maria Novella.                                 |
| 1er mai 1362-30 juin 1362          | Giovanni di Piero Parenti                                  | Pr. du q. San Giovanni. Armurier (corazzaio).                  |
| 1er mai 1362-30 juin 1362          | Mettino di Becchino                                        | Pr. du q. San Giovanni. Fabricant de meubles (cassetaio).      |
| 1er juillet 1362-31 août 1362      | Ormannozzo del Bianco Deti                                 | Gonf. issu du q. San Spirito.                                  |
| 1er juillet 1362-31 août 1362      | Baccio di Falco Falcucci                                   | Pr. du q. San Spirito. Boucher (beccaio).                      |
| 1er juillet 1362-31 août 1362      | Firenze di Bartolo del Pancia                              | Pr. du q. San Spirito. Cordonnier (calzolaio).                 |
| 1er juillet 1362-31 août 1362      | Ruggieri di Lippo                                          | Pr. du q. Santa Croce. Fabricant de tables (tavoliere).        |
| 1er juillet 1362-31 août 1362      | Salvestro di Manetto Isacchi                               | Pr. du q. Santa Croce.                                         |
| 1er juillet 1362-31 août 1362      | Bernardino di Jacopo Beccanugi                             | Pr. du q. Santa Maria Novella.                                 |
| 1er juillet 1362-31 août 1362      | Leonardo di Bartolino Bartolini (ou Salimbeni ?)           | Pr. du q. Santa Maria Novella.                                 |
| 1er juillet 1362-31 août 1362      | Biagio di Bonaccio Guasconi                                | Pr. du q. San Giovanni.                                        |
| 1er juillet 1362-31 août 1362      | Giorgio di Ricciardo de'Ricci                              | Pr. du q. San Giovanni.                                        |
| 1er septembre 1362-31 octobre 1362 | Francesco di Goso                                          | Gonf. issu du q. Santa Croce. Drapier (lanaiolo).              |
| 1er septembre 1362-31 octobre 1362 | Mess. Paolo Vettori                                        | Pr. du q. San Spirito.                                         |
| 1er septembre 1362-31 octobre 1362 | Niccolò di Gherardino Gianni                               | Pr. du q. San Spirito.                                         |
| 1er septembre 1362-31 octobre 1362 | Dino di Piero                                              | Pr. du q. Santa Croce. Forgeron (manescalco).                  |
| 1er septembre 1362-31 octobre 1362 | Dino di Nuccio Miniati                                     | Pr. du q. Santa Croce. Artisan du cuir (coreggiaio).           |
| 1er septembre 1362-31 octobre 1362 | Bernardo di Piero Strozzi                                  | Pr. du q. Santa Maria Novella.                                 |
| 1er septembre 1362-31 octobre 1362 | Barna di Valorino Valorini                                 | Pr. du q. Santa Maria Novella.                                 |
| 1er septembre 1362-31 octobre 1362 | Dino d'Uberto Ferrantini                                   | Pr. du q. San Giovanni.                                        |
| 1er septembre 1362-31 octobre 1362 | Manetto da Filicaia                                        | Pr. du q. San Giovanni.                                        |
| 1er novembre 1362-31 décembre 1362 | Luigi di Lippo Aldobrandini                                | Gonf. issu du q. Santa Maria Novella.                          |
| 1er novembre 1362-31 décembre 1362 | Azzolino di Ser Viviano                                    | Pr. du q. San Spirito.                                         |
| 1er novembre 1362-31 décembre 1362 | Simone di Palmieri                                         | Pr. du q. San Spirito. Marchand de fourrure de vair (vaiaio) ? |
| 1er novembre 1362-31 décembre 1362 | Angelo di Berto di Cecco Castellani (ou Agnolo Castellani) | Pr. du q. Santa Croce.                                         |
| 1er novembre 1362-31 décembre 1362 | Francesco Rinuccini                                        | Pr. du q. Santa Croce.                                         |
| 1er novembre 1362-31 décembre 1362 | Luca di Vanni                                              | Pr. du q. Santa Maria Novella. Cordonnier (calzolaio).         |
| 1er novembre 1362-31 décembre 1362 | Geri di Chele                                              | Pr. du q. Santa Maria Novella. Hôtelier (albergatore).         |
| 1er novembre 1362-31 décembre 1362 | Andrea di Vieri Rondinelli                                 | Pr. du q. San Giovanni.                                        |
| 1er novembre 1362-31 décembre 1362 | Geri di Pieraglia                                          | Pr. du q. San Giovanni. Apothicaire (speziale).                |

## 1363
| Période de gouvernement            | Gonfaloniers de Justice et Prieurs                     | Notes                                                                                          |
| ---------------------------------- | ------------------------------------------------------ | ---------------------------------------------------------------------------------------------- |
| 1er janvier 1363-28 février 1363   | Tommaso di Neri di Lippo del Palagio (ou del Palazzo)  | Gonf. issu du q. San Giovanni.                                                                 |
| 1er janvier 1363-28 février 1363   | Piero di Bino di Ser Tinaccio Bini                     | Pr. du q. San Spirito. Marchand.                                                               |
| 1er janvier 1363-28 février 1363   | Cristofano di Bono Strada                              | Pr. du q. San Spirito.                                                                         |
| 1er janvier 1363-28 février 1363   | Zanobi di Berto Rinieri                                | Pr. du q. Santa Croce.                                                                         |
| 1er janvier 1363-28 février 1363   | Tommaso di Lippo Soldani                               | Pr. du q. Santa Croce.                                                                         |
| 1er janvier 1363-28 février 1363   | Bartolommeo di Rucco Savini                            | Pr. du q. Santa Maria Novella.                                                                 |
| 1er janvier 1363-28 février 1363   | Naldino di Niccolò Altoviti                            | Pr. du q. Santa Maria Novella.                                                                 |
| 1er janvier 1363-28 février 1363   | Maestro Neri di Fioravante                             | Pr. du q. San Giovanni. Juge.                                                                  |
| 1er janvier 1363-28 février 1363   | Giovanni di Goggio                                     | Pr. du q. San Giovanni. Fripier (rigattiere).                                                  |
| 1er mars 1363-30 avril 1363        | Schiatta di Ridolfo di Guido Ridolfi                   | Gonf. issu du q. San Spirito.                                                                  |
| 1er mars 1363-30 avril 1363        | Tommaso di Serotino Guidotti                           | Pr. du q. San Spirito. Marchand de lin (linaiolo).                                             |
| 1er mars 1363-30 avril 1363        | Piero di Puccio                                        | Pr. du q. San Spirito. Négociant en vins (vinattiere).                                         |
| 1er mars 1363-30 avril 1363        | Niccolò di Bello Mancini                               | Pr. du q. Santa Croce.                                                                         |
| 1er mars 1363-30 avril 1363        | Giovanni di Lapo Niccolini                             | Pr. du q. Santa Croce.                                                                         |
| 1er mars 1363-30 avril 1363        | Cipriano di Lippozzo Mangioni                          | Pr. du q. Santa Maria Novella.                                                                 |
| 1er mars 1363-30 avril 1363        | Pinuccio d'Antonio Bonciani                            | Pr. du q. Santa Maria Novella.                                                                 |
| 1er mars 1363-30 avril 1363        | Giovanni di Cantino d'Agnolo del Conte                 | Pr. du q. San Giovanni. Changeur de monnaie (cambiatore).                                      |
| 1er mars 1363-30 avril 1363        | Tommaso di Bartolo Fede (ou Fedi)                      | Pr. du q. San Giovanni.                                                                        |
| 1er mai 1363-30 juin 1363          | Niccolò di Jacopo Alberti                              | Gonf. issu du q. Santa Croce.                                                                  |
| 1er mai 1363-30 juin 1363          | Maestro Paolo di Maestropiero Maestripieri dell'Abbaco | Pr. du q. San Spirito.                                                                         |
| 1er mai 1363-30 juin 1363          | Bartolommeo di Niccolò di Cione Ridolfi                | Pr. du q. San Spirito.                                                                         |
| 1er mai 1363-30 juin 1363          | Spinello di Donato                                     | Pr. du q. Santa Croce. Marchand de chaussures (pianellaio).                                    |
| 1er mai 1363-30 juin 1363          | Ridolfo di Lorenzo                                     | Pr. du q. Santa Croce. Cordonnier (calzolaio).                                                 |
| 1er mai 1363-30 juin 1363          | Simone di Ser Giovanni Siminetti                       | Pr. du q. Santa Maria Novella.                                                                 |
| 1er mai 1363-30 juin 1363          | Francesco di Ser Benincasa, dit Scarfa                 | Pr. du q. Santa Maria Novella. Négociant en fils de soie (stamaiolo).                          |
| 1er mai 1363-30 juin 1363          | Cecco di Cione                                         | Pr. du q. San Giovanni. Marchand de tissu au détail (ritagliatore).                            |
| 1er mai 1363-30 juin 1363          | Migliore di Vieri Guadagni                             | Pr. du q. San Giovanni.                                                                        |
| 1er juillet 1363-31 août 1363      | Maffeo di Cante di Mess. Guattone de'Pigli (ou Pilli)  | Gonf. issu du q. Santa Maria Novella.                                                          |
| 1er juillet 1363-31 août 1363      | Filippo di Giovanni Machiavelli                        | Pr. du q. San Spirito. Prieur, et aurait été remplacé par le suivant, selon certaines sources. |
| 1er juillet 1363-31 août 1363      | Giovanni d'Alessandro da Verrazzano (ou da Uzzano)     | Pr. du q. San Spirito.                                                                         |
| 1er juillet 1363-31 août 1363      | Taddeo di Cionino Aglioni                              | Pr. du q. San Spirito.                                                                         |
| 1er juillet 1363-31 août 1363      | Piero di Lapo Baldovinetti                             | Pr. du q. Santa Croce. Mort en charge.                                                         |
| 1er juillet 1363-31 août 1363      | Simone di Neri dell'Antella                            | Pr. du q. Santa Croce. Élu en remplacement du précédent.                                       |
| 1er juillet 1363-31 août 1363      | Pierozzo di Piero Peri                                 | Pr. du q. Santa Croce.                                                                         |
| 1er juillet 1363-31 août 1363      | Tellino di Dino                                        | Pr. du q. Santa Maria Novella. Forgeron (ferraiolo) ?                                          |
| 1er juillet 1363-31 août 1363      | Paolo di Giraldo                                       | Pr. du q. Santa Maria Novella. Tanneur (galigaio).                                             |
| 1er juillet 1363-31 août 1363      | Giorgio di Benci Carucci                               | Pr. du q. San Giovanni. Élu, mais absent de la cité, il ne prend pas sa charge.                |
| 1er juillet 1363-31 août 1363      | Lando d'Antonio degli Albizzi                          | Pr. du q. San Giovanni. Élu en remplacement du précédent.                                      |
| 1er juillet 1363-31 août 1363      | Francesco Masi                                         | Pr. du q. San Giovanni.                                                                        |
| 1er septembre 1363-31 octobre 1363 | Chirico di Gerino da Sommaia (ou Cherico)              | Gonf. issu du q. San Giovanni. Mort en charge.                                                 |
| 1er septembre 1363-31 octobre 1363 | Guido del Pecora (ou Pecori)                           | Gonf. issu du q. San Giovanni. Apothicaire (speziale). Élu en remplacement du précédent.       |
| 1er septembre 1363-31 octobre 1363 | Gerozzo di Nastagio Cacciafuori                        | Pr. du q. San Spirito.                                                                         |
| 1er septembre 1363-31 octobre 1363 | Francesco di Lippo Antinori                            | Pr. du q. San Spirito.                                                                         |
| 1er septembre 1363-31 octobre 1363 | Cambino Signorini                                      | Pr. du q. Santa Croce.                                                                         |
| 1er septembre 1363-31 octobre 1363 | Maestro Tommaso del Maestro Dino del Garbo             | Pr. du q. Santa Croce.                                                                         |
| 1er septembre 1363-31 octobre 1363 | Tommaso di Federigo                                    | Pr. du q. Santa Maria Novella. Apothicaire (speziale).                                         |
| 1er septembre 1363-31 octobre 1363 | Boccaccio di Mess. Arduino                             | Pr. du q. Santa Maria Novella.                                                                 |
| 1er septembre 1363-31 octobre 1363 | Maso di Neri                                           | Pr. du q. San Giovanni. Cordier (funaiolo).                                                    |
| 1er septembre 1363-31 octobre 1363 | Guido Pizzini                                          | Pr. du q. San Giovanni. Chaudronnier (calderaio).                                              |
| 1er novembre 1363-31 décembre 1363 | Giovanni di Giunta                                     | Gonf. issu du q. San Spirito. Drapier (lanaiolo).                                              |
| 1er novembre 1363-31 décembre 1363 | Puccio di Filippo                                      | Pr. du q. San Spirito. Négociant en vins (vinattiere).                                         |
| 1er novembre 1363-31 décembre 1363 | Andrea di Giannino                                     | Pr. du q. San Spirito. Marchand de chaussures (pianellaio).                                    |
| 1er novembre 1363-31 décembre 1363 | Giovanni di Francesco Magalotti                        | Pr. du q. Santa Croce.                                                                         |
| 1er novembre 1363-31 décembre 1363 | Jacopo di Gherardo Gentile                             | Pr. du q. Santa Croce.                                                                         |
| 1er novembre 1363-31 décembre 1363 | Leonardo di Niccolò Beccanugi                          | Pr. du q. Santa Maria Novella.                                                                 |
| 1er novembre 1363-31 décembre 1363 | Francesco di Giunta Borghi                             | Pr. du q. Santa Maria Novella.                                                                 |
| 1er novembre 1363-31 décembre 1363 | Gregorio di Ricco di Buto (ou Buti)                    | Pr. du q. San Giovanni.                                                                        |
| 1er novembre 1363-31 décembre 1363 | Giovanni Bonati                                        | Pr. du q. San Giovanni.                                                                        |

## 1364
| Période de gouvernement            | Gonfaloniers de Justice et Prieurs                          | Notes                                                           |
| ---------------------------------- | ----------------------------------------------------------- | --------------------------------------------------------------- |
| 1er janvier 1364-29 février 1364   | Andrea Villani                                              | Gonf. issu du q. Santa Croce. Teinturier (tintore).             |
| 1er janvier 1364-29 février 1364   | Jacopo di Ghingo Aldobrandini                               | Pr. du q. San Spirito.                                          |
| 1er janvier 1364-29 février 1364   | Tommaso di Mone Guidetti                                    | Pr. du q. San Spirito.                                          |
| 1er janvier 1364-29 février 1364   | Giovanni di Francesco                                       | Pr. du q. Santa Croce. Boulanger (fornaciaio).                  |
| 1er janvier 1364-29 février 1364   | Francesco di Giovanni                                       | Pr. du q. Santa Croce. Cordonnier (calzolaio).                  |
| 1er janvier 1364-29 février 1364   | Francesco di Giano Berardi (ou Giovanni di Giano Berardi ?) | Pr. du q. Santa Maria Novella. Tisseur sur soie (setaiolo) ?    |
| 1er janvier 1364-29 février 1364   | Ambrogio di Meringo                                         | Pr. du q. Santa Maria Novella.                                  |
| 1er janvier 1364-29 février 1364   | Geri di Guccio Ghiberti                                     | Pr. du q. San Giovanni.                                         |
| 1er janvier 1364-29 février 1364   | Bindo di Bonaccio Guasconi                                  | Pr. du q. San Giovanni.                                         |
| 1er mars 1364-30 avril 1364        | Niccolò di Giovanni Malegonnelle                            | Gonf. issu du q. Santa Maria Novella.                           |
| 1er mars 1364-30 avril 1364        | Sandro di Simone da Quarata (ou Quaratesi)                  | Pr. du q. San Spirito.                                          |
| 1er mars 1364-30 avril 1364        | Piero di Masino di Ser Tano                                 | Pr. du q. San Spirito.                                          |
| 1er mars 1364-30 avril 1364        | Francesco di Naddo Bucelli                                  | Pr. du q. Santa Croce.                                          |
| 1er mars 1364-30 avril 1364        | Andrea Loli                                                 | Pr. du q. Santa Croce. Mercier (merciaio).                      |
| 1er mars 1364-30 avril 1364        | Maestro Giovanni di Gherardino di Corso                     | Pr. du q. Santa Maria Novella.                                  |
| 1er mars 1364-30 avril 1364        | Simone di Guiduccio Pucci                                   | Pr. du q. Santa Maria Novella. Marchand de lin (linaiolo).      |
| 1er mars 1364-30 avril 1364        | Nerone di Nigi Dietisalvi Neroni                            | Pr. du q. San Giovanni.                                         |
| 1er mars 1364-30 avril 1364        | Napoleone di Bencio Carucci                                 | Pr. du q. San Giovanni.                                         |
| 1er mai 1364-30 juin 1364          | Simone di Michele Ristori                                   | Gonf. issu du q. San Giovanni.                                  |
| 1er mai 1364-30 juin 1364          | Piero di Dato Canigiani                                     | Pr. du q. San Spirito.                                          |
| 1er mai 1364-30 juin 1364          | Ugolino di Bonso (ou Bonsi)                                 | Pr. du q. San Spirito. Apothicaire (speziale).                  |
| 1er mai 1364-30 juin 1364          | Niccolò d'Ugolino de'Giugni                                 | Pr. du q. Santa Croce.                                          |
| 1er mai 1364-30 juin 1364          | Sandro di Donato Barucci                                    | Pr. du q. Santa Croce.                                          |
| 1er mai 1364-30 juin 1364          | Domenico di Sandro Donnini                                  | Pr. du q. Santa Maria Novella.                                  |
| 1er mai 1364-30 juin 1364          | Marco di Giotto Fantoni                                     | Pr. du q. Santa Maria Novella.                                  |
| 1er mai 1364-30 juin 1364          | Ruberto Martelli                                            | Pr. du q. San Giovanni. Fabricant d'épées (spadaio) ?           |
| 1er mai 1364-30 juin 1364          | Nuccio di Matteo                                            | Pr. du q. San Giovanni. Fabricant de meubles (tavolacciaio).    |
| 1er juillet 1364-31 août 1364      | Ugolino di Vieri                                            | Gonf. issu du q. San Spirito. Apothicaire (speziale).           |
| 1er juillet 1364-31 août 1364      | Benghi di Bartolo del Pancia                                | Pr. du q. San Spirito. Cordonnier (calzolaio).                  |
| 1er juillet 1364-31 août 1364      | Francesco di Guiduccio Landi                                | Pr. du q. San Spirito. Artisan du cuir (coreggiaio).            |
| 1er juillet 1364-31 août 1364      | Massaiozzo di Piero Raffacani                               | Pr. du q. Santa Croce.                                          |
| 1er juillet 1364-31 août 1364      | Michele di Nardo                                            | Pr. du q. Santa Croce. Mercier (merciaio).                      |
| 1er juillet 1364-31 août 1364      | Carlo di Strozza Strozzi                                    | Pr. du q. Santa Maria Novella.                                  |
| 1er juillet 1364-31 août 1364      | Bartolo di Giovanni Siminetti                               | Pr. du q. Santa Maria Novella.                                  |
| 1er juillet 1364-31 août 1364      | Stoldo di Lapo Stoldi                                       | Pr. du q. San Giovanni. Drapier (lanaiolo).                     |
| 1er juillet 1364-31 août 1364      | Angiolo di Stoldo (ou Agnolo di Stoldo)                     | Pr. du q. San Giovanni. Fourreur (pellicciaio).                 |
| 1er septembre 1364-31 octobre 1364 | Simone di Rinieri Peruzzi                                   | Gonf. issu du q. Santa Croce.                                   |
| 1er septembre 1364-31 octobre 1364 | Matteo di Buonaccorso di Giovanni Alderotti                 | Pr. du q. San Spirito.                                          |
| 1er septembre 1364-31 octobre 1364 | Zanobi di Giovanni di Cione Mezzuoli (ou Mezzola)           | Pr. du q. San Spirito.                                          |
| 1er septembre 1364-31 octobre 1364 | Simone di Lapo Corsi                                        | Pr. du q. Santa Croce. Boulanger (fornaciaio).                  |
| 1er septembre 1364-31 octobre 1364 | Bartolo Sanguigni                                           | Pr. du q. Santa Croce. Cordonnier (calzolaio).                  |
| 1er septembre 1364-31 octobre 1364 | Alessandro di Ser Lamberto del Nero Cambi                   | Pr. du q. Santa Maria Novella.                                  |
| 1er septembre 1364-31 octobre 1364 | Bardo di Guglielmo Altoviti                                 | Pr. du q. Santa Maria Novella.                                  |
| 1er septembre 1364-31 octobre 1364 | Ricco di Spinello                                           | Pr. du q. San Giovanni. Marchand de fourrure de vair (vaiaio) ? |
| 1er septembre 1364-31 octobre 1364 | Paolo di Michele Rondinelli                                 | Pr. du q. San Giovanni.                                         |
| 1er novembre 1364-31 décembre 1364 | Paolo di Bingieri Rucellai                                  | Gonf. issu du q. Santa Maria Novella.                           |
| 1er novembre 1364-31 décembre 1364 | Scelto di Tingo                                             | Pr. du q. San Spirito.                                          |
| 1er novembre 1364-31 décembre 1364 | Andrea di Benozzo del Grasso                                | Pr. du q. San Spirito.                                          |
| 1er novembre 1364-31 décembre 1364 | Piero di Bonaventura Rivoveri                               | Pr. du q. Santa Croce.                                          |
| 1er novembre 1364-31 décembre 1364 | Orlando di Gherardo                                         | Pr. du q. Santa Croce.                                          |
| 1er novembre 1364-31 décembre 1364 | Maestro Ristoro di Cione                                    | Pr. du q. Santa Maria Novella.                                  |
| 1er novembre 1364-31 décembre 1364 | Pace di Brunetto                                            | Pr. du q. Santa Maria Novella. Tisserand (pezzaio).             |
| 1er novembre 1364-31 décembre 1364 | Giacomo d'Andrea Aghinetti del Palagio (ou del Palazzio)    | Pr. du q. San Giovanni.                                         |
| 1er novembre 1364-31 décembre 1364 | Chiarissimo di Meo Cionacci                                 | Pr. du q. San Giovanni.                                         |

## 1365
| Période de gouvernement            | Gonfaloniers de Justice et Prieurs                         | Notes                                                                         |
| ---------------------------------- | ---------------------------------------------------------- | ----------------------------------------------------------------------------- |
| 1er janvier 1365-28 février 1365   | Alessandro di Niccolò degli Albizzi                        | Gonf. issu du q. San Giovanni.                                                |
| 1er janvier 1365-28 février 1365   | Filippo di Recco Capponi                                   | Pr. du q. San Spirito.                                                        |
| 1er janvier 1365-28 février 1365   | Stefano di Lippo di Neri                                   | Pr. du q. San Spirito. Drapier (lanaiolo).                                    |
| 1er janvier 1365-28 février 1365   | Torrigiano di Viviano (ou Fortigiano)                      | Pr. du q. Santa Croce. Apothicaire (speziale).                                |
| 1er janvier 1365-28 février 1365   | Biagio di Leone di Simone Lioni                            | Pr. du q. Santa Croce.                                                        |
| 1er janvier 1365-28 février 1365   | Temperano di Manno del Chiaro Temperani                    | Pr. du q. Santa Maria Novella.                                                |
| 1er janvier 1365-28 février 1365   | Ammannato di Tecchino di Rinaldo Rinaldi                   | Pr. du q. Santa Maria Novella.                                                |
| 1er janvier 1365-28 février 1365   | Ristoro di Niccolò                                         | Pr. du q. San Giovanni. Drapier (lanaiolo).                                   |
| 1er janvier 1365-28 février 1365   | Matteo di Federigo Soldi                                   | Pr. du q. San Giovanni. Négociant en vins (vinattiere).                       |
| 1er mars 1365-30 avril 1365        | Francesco di Falconetto Falconetti                         | Gonf. issu du q. San Spirito.                                                 |
| 1er mars 1365-30 avril 1365        | Giusto di Bate                                             | Pr. du q. San Spirito. Fromager (pizzicagnolo).                               |
| 1er mars 1365-30 avril 1365        | Migio di Paolo di Ser Donato                               | Pr. du q. San Spirito. Hôtelier (albergatore).                                |
| 1er mars 1365-30 avril 1365        | Lapo di Guido Tolosini                                     | Pr. du q. Santa Croce.                                                        |
| 1er mars 1365-30 avril 1365        | Domenico di Tieri Magalotti                                | Pr. du q. Santa Croce.                                                        |
| 1er mars 1365-30 avril 1365        | Andrea di Segnino Baldesi                                  | Pr. du q. Santa Maria Novella.                                                |
| 1er mars 1365-30 avril 1365        | Guccio di Dino Gucci                                       | Pr. du q. Santa Maria Novella.                                                |
| 1er mars 1365-30 avril 1365        | Lapo di Donato Viviani                                     | Pr. du q. San Giovanni.                                                       |
| 1er mars 1365-30 avril 1365        | Giovenco di Mess. Ugo della Stufa                          | Pr. du q. San Giovanni.                                                       |
| 1er mai 1365-30 juin 1365          | Francesco di Bonifazio Fazzi                               | Gonf. issu du q. Santa Croce.                                                 |
| 1er mai 1365-30 juin 1365          | Guido di Giovanni Machiavelli                              | Pr. du q. San Spirito.                                                        |
| 1er mai 1365-30 juin 1365          | Mess. Luca di Totto da Panzano                             | Pr. du q. San Spirito.                                                        |
| 1er mai 1365-30 juin 1365          | Bartolo di Maso                                            | Pr. du q. Santa Croce. Négociant en vins (vinattiere).                        |
| 1er mai 1365-30 juin 1365          | Piero di Banchino (ou Piero di Bacchino)                   | Pr. du q. Santa Croce. Boucher (beccaio).                                     |
| 1er mai 1365-30 juin 1365          | Lorenzo di Meglio Fagiuoli                                 | Pr. du q. Santa Maria Novella.                                                |
| 1er mai 1365-30 juin 1365          | Ubaldino di Fastello Petriboni                             | Pr. du q. Santa Maria Novella.                                                |
| 1er mai 1365-30 juin 1365          | Jacopo di Dino del Pecora (ou Pecori)                      | Pr. du q. San Giovanni.                                                       |
| 1er mai 1365-30 juin 1365          | Antonio di Spigliato                                       | Pr. du q. San Giovanni. Fourreur (pellicciaio).                               |
| 1er juillet 1365-31 août 1365      | Mess. Maffeo di Cante di Mess. Cattano de'Pigli (ou Pilli) | Gonf. issu du q. Santa Maria Novella.                                         |
| 1er juillet 1365-31 août 1365      | Piero di Chiarino Davanzati                                | Pr. du q. San Spirito.                                                        |
| 1er juillet 1365-31 août 1365      | Giovanni di Luigi de'Mozzi                                 | Pr. du q. San Spirito.                                                        |
| 1er juillet 1365-31 août 1365      | Filippo di Cionetto de'Bastari                             | Pr. du q. Santa Croce.                                                        |
| 1er juillet 1365-31 août 1365      | Lorenzo di Filippo Mancini                                 | Pr. du q. Santa Croce.                                                        |
| 1er juillet 1365-31 août 1365      | Maestro Bernardo di Piero Doni                             | Pr. du q. Santa Maria Novella. Maître tailleur de pierre (maestro di pietre). |
| 1er juillet 1365-31 août 1365      | Lippo di Giovanni, dit Lisca                               | Pr. du q. Santa Maria Novella. Drapier (pannaiolo).                           |
| 1er juillet 1365-31 août 1365      | Leonardo di Neri di Ser Benedetto Capitani                 | Pr. du q. San Giovanni.                                                       |
| 1er juillet 1365-31 août 1365      | Bianco di Bonso Bonsi                                      | Pr. du q. San Giovanni. Marchand de tissu au détail (ritagliatore).           |
| 1er septembre 1365-31 octobre 1365 | Giorgio di Benci di Caruccio Aldobrandini del Nero         | Gonf. issu du q. San Giovanni.                                                |
| 1er septembre 1365-31 octobre 1365 | Lippo di Dino Tinghi                                       | Pr. du q. San Spirito.                                                        |
| 1er septembre 1365-31 octobre 1365 | Piero di Bino di Ser Tinaccio                              | Pr. du q. San Spirito.                                                        |
| 1er septembre 1365-31 octobre 1365 | Filippo di Gianmoro Baroncelli                             | Pr. du q. Santa Croce.                                                        |
| 1er septembre 1365-31 octobre 1365 | Jacopo di Betto Berlinghieri                               | Pr. du q. Santa Croce.                                                        |
| 1er septembre 1365-31 octobre 1365 | Bartolo di More Ubaldini                                   | Pr. du q. Santa Maria Novella.                                                |
| 1er septembre 1365-31 octobre 1365 | Filippo d'Ugo                                              | Pr. du q. Santa Maria Novella. Apothicaire (speziale).                        |
| 1er septembre 1365-31 octobre 1365 | Maestro Niccolò di Montino Dini (ou Montini ?)             | Pr. du q. San Giovanni.                                                       |
| 1er septembre 1365-31 octobre 1365 | Giovanni di Piero Parenti                                  | Pr. du q. San Giovanni. Armurier (corazzaio).                                 |
| 1er novembre 1365-31 décembre 1365 | Jacopo di Banco di Puccio Bencivenni                       | Gonf. issu du q. San Spirito.                                                 |
| 1er novembre 1365-31 décembre 1365 | Feo di Benino                                              | Pr. du q. San Spirito. Fromager (pizzicagnolo).                               |
| 1er novembre 1365-31 décembre 1365 | Agostino di Lapo Bruni                                     | Pr. du q. San Spirito. Artisan du cuir (coreggiaio).                          |
| 1er novembre 1365-31 décembre 1365 | Mess. Jacopo di Caroccio Alberti                           | Pr. du q. Santa Croce.                                                        |
| 1er novembre 1365-31 décembre 1365 | Domenico di Tieri                                          | Pr. du q. Santa Croce. Apothicaire (speziale).                                |
| 1er novembre 1365-31 décembre 1365 | Ser Benozzo di Piero                                       | Pr. du q. Santa Maria Novella.                                                |
| 1er novembre 1365-31 décembre 1365 | Bernardo di Jacopo Beccanugi                               | Pr. du q. Santa Maria Novella.                                                |
| 1er novembre 1365-31 décembre 1365 | Filippo di Dono                                            | Pr. du q. San Giovanni.                                                       |
| 1er novembre 1365-31 décembre 1365 | Domenico di Dante                                          | Pr. du q. San Giovanni. Fabricant de doublures (farsettaio).                  |

## 1366
| Période de gouvernement            | Gonfaloniers de Justice et Prieurs                       | Notes                                                                      |
| ---------------------------------- | -------------------------------------------------------- | -------------------------------------------------------------------------- |
| 1er janvier 1366-28 février 1366   | Michele di Vanni di Ser Lotto Castellani                 | Gonf. issu du q. Santa Croce.                                              |
| 1er janvier 1366-28 février 1366   | Bartolo di Cenni Biliotti                                | Pr. du q. San Spirito.                                                     |
| 1er janvier 1366-28 février 1366   | Guccio di Stefano Soderini                               | Pr. du q. San Spirito.                                                     |
| 1er janvier 1366-28 février 1366   | Betto di Berto                                           | Pr. du q. Santa Croce. Boulanger (fornaio).                                |
| 1er janvier 1366-28 février 1366   | Piero di Dino                                            | Pr. du q. Santa Croce. Forgeron (manescalco).                              |
| 1er janvier 1366-28 février 1366   | Giannozzo di Strozza di Mess. Jacopo Strozzi             | Pr. du q. Santa Maria Novella.                                             |
| 1er janvier 1366-28 février 1366   | Piero di Lippo Aldobrandini                              | Pr. du q. Santa Maria Novella.                                             |
| 1er janvier 1366-28 février 1366   | Giovanni d'Albizzo Cambi                                 | Pr. du q. San Giovanni.                                                    |
| 1er janvier 1366-28 février 1366   | Cambiozzo di Lippo de'Medici                             | Pr. du q. San Giovanni.                                                    |
| 1er mars 1366-30 avril 1366        | Jacopo di Francesco del Bene                             | Gonf. issu du q. Santa Maria Novella.                                      |
| 1er mars 1366-30 avril 1366        | Manetto di Ser Riccardo Gucci                            | Pr. du q. San Spirito.                                                     |
| 1er mars 1366-30 avril 1366        | Giovanni Sassolini                                       | Pr. du q. San Spirito.                                                     |
| 1er mars 1366-30 avril 1366        | Nastagio di Ser Francesco Benvenuti                      | Pr. du q. Santa Croce.                                                     |
| 1er mars 1366-30 avril 1366        | Tommaso di Lippo Soldani                                 | Pr. du q. Santa Croce.                                                     |
| 1er mars 1366-30 avril 1366        | Luca di Vanni                                            | Pr. du q. Santa Maria Novella. Cordonnier (calzolaio).                     |
| 1er mars 1366-30 avril 1366        | Niccolò di Dello                                         | Pr. du q. Santa Maria Novella. Fromager (pizzicagnolo).                    |
| 1er mars 1366-30 avril 1366        | Francesco di Benedetto Gucci                             | Pr. du q. San Giovanni.                                                    |
| 1er mars 1366-30 avril 1366        | Francesco di Ser Arrigo de'Rocchi                        | Pr. du q. San Giovanni.                                                    |
| 1er mai 1366-30 juin 1366          | Manetto di Spigliato da Filicaia                         | Gonf. issu du q. San Giovanni.                                             |
| 1er mai 1366-30 juin 1366          | Biagio di Fecino Ridolfi                                 | Pr. du q. San Spirito.                                                     |
| 1er mai 1366-30 juin 1366          | Jacopo di Lapo Gavacciani                                | Pr. du q. San Spirito.                                                     |
| 1er mai 1366-30 juin 1366          | Francesco di Lapo Corsi                                  | Pr. du q. Santa Croce.                                                     |
| 1er mai 1366-30 juin 1366          | Bartolommeo di Giotto Peruzzi                            | Pr. du q. Santa Croce.                                                     |
| 1er mai 1366-30 juin 1366          | Gagliardo di Neri Bonciani                               | Pr. du q. Santa Maria Novella.                                             |
| 1er mai 1366-30 juin 1366          | Betto di Guido Gazza (ou Recco di Guido Gazza)           | Pr. du q. Santa Maria Novella.                                             |
| 1er mai 1366-30 juin 1366          | Giovanni di Goggio                                       | Pr. du q. San Giovanni. Fripier (rigattiere).                              |
| 1er mai 1366-30 juin 1366          | Giovanni di Mone                                         | Pr. du q. San Giovanni. Marchand de blé (biadaiolo).                       |
| 1er juillet 1366-31 août 1366      | Leonardo di Bindo Ferrucci                               | Gonf. issu du q. San Spirito.                                              |
| 1er juillet 1366-31 août 1366      | Filippo Attucci                                          | Pr. du q. San Spirito. Boulanger (fornaciaio).                             |
| 1er juillet 1366-31 août 1366      | Giovanni Ciari                                           | Pr. du q. San Spirito. Fripier (rigattiere).                               |
| 1er juillet 1366-31 août 1366      | Michele Brunacci                                         | Pr. du q. Santa Croce. Drapier (lanaiolo).                                 |
| 1er juillet 1366-31 août 1366      | Bartolommeo di Ser Ventura Monachi                       | Pr. du q. Santa Croce.                                                     |
| 1er juillet 1366-31 août 1366      | Niccolò di Nerozzo Cocchi (ou Donati ?)                  | Pr. du q. Santa Maria Novella.                                             |
| 1er juillet 1366-31 août 1366      | Leonardo Bartolini Salimbeni                             | Pr. du q. Santa Maria Novella.                                             |
| 1er juillet 1366-31 août 1366      | Duccio di Giovanni di Duccio                             | Pr. du q. San Giovanni. Apothicaire (speziale).                            |
| 1er juillet 1366-31 août 1366      | Cantino d'Agnolo di Lapo                                 | Pr. du q. San Giovanni.                                                    |
| 1er septembre 1366-31 octobre 1366 | Francesco di Caccino di Ricovero Caccini (ou Ricoveri)   | Gonf. issu du q. Santa Croce.                                              |
| 1er septembre 1366-31 octobre 1366 | Mico di Recco Capponi                                    | Pr. du q. San Spirito.                                                     |
| 1er septembre 1366-31 octobre 1366 | Jacopo di Lippo di Neri (ou del Nero)                    | Pr. du q. San Spirito. Drapier (lanaiolo).                                 |
| 1er septembre 1366-31 octobre 1366 | Ardovino di Ciapo                                        | Pr. du q. Santa Croce. Boucher (beccaio).                                  |
| 1er septembre 1366-31 octobre 1366 | Niccolò di Giovanni Nelli                                | Pr. du q. Santa Croce. Tanneur (galigaio).                                 |
| 1er septembre 1366-31 octobre 1366 | Niccolò d'Alessio Borghini                               | Pr. du q. Santa Maria Novella.                                             |
| 1er septembre 1366-31 octobre 1366 | Jacopo di Bernardo                                       | Pr. du q. Santa Maria Novella. Marchand de tissu au détail (ritagliatore). |
| 1er septembre 1366-31 octobre 1366 | Tommaso di Francesco di Giunta                           | Pr. du q. San Giovanni. Fabricant de bouteilles en verre (fiascaio).       |
| 1er septembre 1366-31 octobre 1366 | Piero di Filippo degli Albizzi                           | Pr. du q. San Giovanni.                                                    |
| 1er novembre 1366-31 décembre 1366 | Baldese di Turino Baldesi (ou Baldese di Terino Baldesi) | Gonf. issu du q. Santa Maria Novella.                                      |
| 1er novembre 1366-31 décembre 1366 | Niccolò di Bocchino Rimbaldesi                           | Pr. du q. San Spirito.                                                     |
| 1er novembre 1366-31 décembre 1366 | Giovanni d'Alessandro da Uzzano                          | Pr. du q. San Spirito.                                                     |
| 1er novembre 1366-31 décembre 1366 | Michele di Piero Gucci                                   | Pr. du q. Santa Croce.                                                     |
| 1er novembre 1366-31 décembre 1366 | Simone di Bonarotta di Simone                            | Pr. du q. Santa Croce.                                                     |
| 1er novembre 1366-31 décembre 1366 | Geri di Chele                                            | Pr. du q. Santa Maria Novella. Hôtelier (albergatore).                     |
| 1er novembre 1366-31 décembre 1366 | Schiatta di Ricco                                        | Pr. du q. Santa Maria Novella. Tisserand (pezzaio).                        |
| 1er novembre 1366-31 décembre 1366 | Uguccione di Ricciardo de'Ricci                          | Pr. du q. San Giovanni.                                                    |
| 1er novembre 1366-31 décembre 1366 | Giovanni di Cante d'Ammannato                            | Pr. du q. San Giovanni. Fromager (pizzicagnolo).                           |

## 1367
| Période de gouvernement            | Gonfaloniers de Justice et Prieurs                                | Notes                                                          |
| ---------------------------------- | ----------------------------------------------------------------- | -------------------------------------------------------------- |
| 1er janvier 1367-28 février 1367   | Niccolò di Taldo Valori                                           | Gonf. issu du q. San Giovanni.                                 |
| 1er janvier 1367-28 février 1367   | Jacopo di Bartolo Strada                                          | Pr. du q. San Spirito.                                         |
| 1er janvier 1367-28 février 1367   | Tommaso di Piero Parigi                                           | Pr. du q. San Spirito.                                         |
| 1er janvier 1367-28 février 1367   | Bernardo di Ser Ridolfo Petrasini                                 | Pr. du q. Santa Croce.                                         |
| 1er janvier 1367-28 février 1367   | Dino di Geri Cignamochi (ou Tigliamochi, ou Cigliamochi)          | Pr. du q. Santa Croce.                                         |
| 1er janvier 1367-28 février 1367   | Ghino di Bernardo Anselmi                                         | Pr. du q. Santa Maria Novella.                                 |
| 1er janvier 1367-28 février 1367   | Lapo di Vanni Rucellai                                            | Pr. du q. Santa Maria Novella.                                 |
| 1er janvier 1367-28 février 1367   | Maestro Neri di Fioravante                                        | Pr. du q. San Giovanni.                                        |
| 1er janvier 1367-28 février 1367   | Bartolommeo di Naccio di Valentino                                | Pr. du q. San Giovanni. Hôtelier (albergatore).                |
| 1er mars 1367-30 avril 1367        | Sandro di Simone da Quarata (ou Quaratesi)                        | Gonf. issu du q. San Spirito.                                  |
| 1er mars 1367-30 avril 1367        | Felice di Torrigiano di Cenni                                     | Pr. du q. San Spirito. Artisan du cuir (coreggiaio).           |
| 1er mars 1367-30 avril 1367        | Niccolò di Brunettino di Ventura                                  | Pr. du q. San Spirito. Fromager (pizzicagnolo).                |
| 1er mars 1367-30 avril 1367        | Pierozzo di Piero Peri                                            | Pr. du q. Santa Croce.                                         |
| 1er mars 1367-30 avril 1367        | Francesco di Vigoroso                                             | Pr. du q. Santa Croce.                                         |
| 1er mars 1367-30 avril 1367        | Davanzato di Giovanni Davanzati                                   | Pr. du q. Santa Maria Novella.                                 |
| 1er mars 1367-30 avril 1367        | Niccolò di Jacopo Bordoni                                         | Pr. du q. Santa Maria Novella.                                 |
| 1er mars 1367-30 avril 1367        | Gregorio di Ricco Buti                                            | Pr. du q. San Giovanni.                                        |
| 1er mars 1367-30 avril 1367        | Tommaso di Neri di Lippo del Palagio (ou del Palazzo, ou Lippi ?) | Pr. du q. San Giovanni.                                        |
| 1er mai 1367-30 juin 1367          | Filippo di Gianmoro di Folco Baroncelli                           | Gonf. issu du q. Santa Croce.                                  |
| 1er mai 1367-30 juin 1367          | Niccolò di Bono Rinucci                                           | Pr. du q. San Spirito.                                         |
| 1er mai 1367-30 juin 1367          | Bernardo di Lapo d'Angiolino de'Magli                             | Pr. du q. San Spirito.                                         |
| 1er mai 1367-30 juin 1367          | Taluti di Neri Bronchi                                            | Pr. du q. Santa Croce. Négociant en vins (vinattiere).         |
| 1er mai 1367-30 juin 1367          | Niccolò di Ricco                                                  | Pr. du q. Santa Croce. Négociant en vins (vinattiere).         |
| 1er mai 1367-30 juin 1367          | Giovanni di Pierozzo Altoviti                                     | Pr. du q. Santa Maria Novella.                                 |
| 1er mai 1367-30 juin 1367          | Niccolò di Giovanni Malegonnelle                                  | Pr. du q. Santa Maria Novella.                                 |
| 1er mai 1367-30 juin 1367          | Jacopo di Renzo                                                   | Pr. du q. San Giovanni. Changeur de monnaie (cambiatore).      |
| 1er mai 1367-30 juin 1367          | Jacopo di Giano Gherardini                                        | Pr. du q. San Giovanni.                                        |
| 1er juillet 1367-31 août 1367      | Luigi di Lippo Aldobrandini                                       | Gonf. issu du q. Santa Maria Novella.                          |
| 1er juillet 1367-31 août 1367      | Zanobi di Banco di Puccio Bencivenni                              | Pr. du q. San Spirito.                                         |
| 1er juillet 1367-31 août 1367      | Gherardino di Mess. Botte                                         | Pr. du q. San Spirito.                                         |
| 1er juillet 1367-31 août 1367      | Giovanni di Geri del Bello                                        | Pr. du q. Santa Croce.                                         |
| 1er juillet 1367-31 août 1367      | Jacopo di Piero Sacchetti                                         | Pr. du q. Santa Croce.                                         |
| 1er juillet 1367-31 août 1367      | Bartolo di Michele                                                | Pr. du q. Santa Maria Novella. Artisan du cuir (coreggiaio).   |
| 1er juillet 1367-31 août 1367      | Giovanni di Cecco                                                 | Pr. du q. Santa Maria Novella. Négociant en vins (vinattiere). |
| 1er juillet 1367-31 août 1367      | Niccolò di Mone Guidi                                             | Pr. du q. San Giovanni.                                        |
| 1er juillet 1367-31 août 1367      | Simone di Michele Ristori                                         | Pr. du q. San Giovanni.                                        |
| 1er septembre 1367-31 octobre 1367 | Bindo di Bonaccio Guasconi                                        | Gonf. issu du q. San Giovanni.                                 |
| 1er septembre 1367-31 octobre 1367 | Niccolò di Geri Soderini                                          | Pr. du q. San Spirito.                                         |
| 1er septembre 1367-31 octobre 1367 | Simone di Giorgio Baroni                                          | Pr. du q. San Spirito.                                         |
| 1er septembre 1367-31 octobre 1367 | Mess. Niccolò di Jacopo Alberti                                   | Pr. du q. Santa Croce.                                         |
| 1er septembre 1367-31 octobre 1367 | Michele di Nardo                                                  | Pr. du q. Santa Croce.                                         |
| 1er septembre 1367-31 octobre 1367 | Carlo di Strozza Strozzi                                          | Pr. du q. Santa Maria Novella.                                 |
| 1er septembre 1367-31 octobre 1367 | Leonardo di Niccolò Beccanugi                                     | Pr. du q. Santa Maria Novella.                                 |
| 1er septembre 1367-31 octobre 1367 | Maso di Neri                                                      | Pr. du q. San Giovanni. Cordier (funaiolo).                    |
| 1er septembre 1367-31 octobre 1367 | Maestro Bencio di Cione Dani                                      | Pr. du q. San Giovanni. Tailleur de pierre (tagliapietre).     |
| 1er novembre 1367-31 décembre 1367 | Piero di Ghino Guicciardini                                       | Gonf. issu du q. San Spirito.                                  |
| 1er novembre 1367-31 décembre 1367 | Bartolo di Paolo                                                  | Pr. du q. San Spirito. Forgeron (manescalco).                  |
| 1er novembre 1367-31 décembre 1367 | Piero di Scotto                                                   | Pr. du q. San Spirito. Cordonnier (calzolaio).                 |
| 1er novembre 1367-31 décembre 1367 | Niccolò del Maestro Cambio Salviati                               | Pr. du q. Santa Croce.                                         |
| 1er novembre 1367-31 décembre 1367 | Giovanni di Lapo Niccolini                                        | Pr. du q. Santa Croce.                                         |
| 1er novembre 1367-31 décembre 1367 | Piero di Fastello Petriboni                                       | Pr. du q. Santa Maria Novella.                                 |
| 1er novembre 1367-31 décembre 1367 | Attaviano di Dino Attaviani                                       | Pr. du q. Santa Maria Novella.                                 |
| 1er novembre 1367-31 décembre 1367 | Francesco di Guccio del Massaio                                   | Pr. du q. San Giovanni.                                        |
| 1er novembre 1367-31 décembre 1367 | Filippo di Rinaldo Rondinelli                                     | Pr. du q. San Giovanni.                                        |

## 1368
| Période de gouvernement            | Gonfaloniers de Justice et Prieurs                                 | Notes                                                       |
| ---------------------------------- | ------------------------------------------------------------------ | ----------------------------------------------------------- |
| 1er janvier 1368-29 février 1368   | Maestro Tommaso del Maestro Dino del Garbo                         | Gonf. issu du q. Santa Croce. Médecin.                      |
| 1er janvier 1368-29 février 1368   | Sandro di Soldo del Soldato                                        | Pr. du q. San Spirito.                                      |
| 1er janvier 1368-29 février 1368   | Andrea di Benozzo del Grasso                                       | Pr. du q. San Spirito.                                      |
| 1er janvier 1368-29 février 1368   | Giovanni d'Arrighetto                                              | Pr. du q. Santa Croce. Menuisier (legnaiolo).               |
| 1er janvier 1368-29 février 1368   | Giovanni di Francesco Montelatici                                  | Pr. du q. Santa Croce. Boulanger (fornaciaio).              |
| 1er janvier 1368-29 février 1368   | Donnino di Sandro Donnini                                          | Pr. du q. Santa Maria Novella.                              |
| 1er janvier 1368-29 février 1368   | Lorenzo di Matteo Boninsegna (ou Buoninsegni)                      | Pr. du q. Santa Maria Novella.                              |
| 1er janvier 1368-29 février 1368   | Sinibaldo di Benci Carucci (ou Anibaldo di Benci Carucci)          | Pr. du q. San Giovanni.                                     |
| 1er janvier 1368-29 février 1368   | Domenico di Berto Ugolini                                          | Pr. du q. San Giovanni.                                     |
| 1er mars 1368-30 avril 1368        | Dego di Doffo Spini                                                | Gonf. issu du q. Santa Maria Novella.                       |
| 1er mars 1368-30 avril 1368        | Bernardo di Matteo Velluti                                         | Pr. du q. San Spirito.                                      |
| 1er mars 1368-30 avril 1368        | Zanobi di Giovanni di Cione Mezzuoli (ou Mezzola)                  | Pr. du q. San Spirito.                                      |
| 1er mars 1368-30 avril 1368        | Mess. Francesco di Cino Rinuccini                                  | Pr. du q. Santa Croce.                                      |
| 1er mars 1368-30 avril 1368        | Orlando di Gherardo                                                | Pr. du q. Santa Croce.                                      |
| 1er mars 1368-30 avril 1368        | Tellino di Dino                                                    | Pr. du q. Santa Maria Novella. Forgeron (ferraiolo) ?       |
| 1er mars 1368-30 avril 1368        | Bencivenni di Grazino                                              | Pr. du q. Santa Maria Novella. Tanneur (galigaio).          |
| 1er mars 1368-30 avril 1368        | Filippo di Matteo del Riccio                                       | Pr. du q. San Giovanni.                                     |
| 1er mars 1368-30 avril 1368        | Giovanni di Tedice Manovelli                                       | Pr. du q. San Giovanni.                                     |
| 1er mai 1368-30 juin 1368          | Giovanni di Mancino Sostegni                                       | Gonf. issu du q. San Giovanni.                              |
| 1er mai 1368-30 juin 1368          | Scelto di Tingo                                                    | Pr. du q. San Spirito.                                      |
| 1er mai 1368-30 juin 1368          | Piero di Geppo Orlandini                                           | Pr. du q. San Spirito.                                      |
| 1er mai 1368-30 juin 1368          | Bernardo di Mess. Covone Covoni                                    | Pr. du q. Santa Croce.                                      |
| 1er mai 1368-30 juin 1368          | Massaiozzo di Piero Raffacani                                      | Pr. du q. Santa Croce.                                      |
| 1er mai 1368-30 juin 1368          | Simone di Ser Giovanni Siminetti                                   | Pr. du q. Santa Maria Novella.                              |
| 1er mai 1368-30 juin 1368          | Tommaso di Federigo                                                | Pr. du q. Santa Maria Novella.                              |
| 1er mai 1368-30 juin 1368          | Giovanni di Rota                                                   | Pr. du q. San Giovanni. Boulanger (fornaio).                |
| 1er mai 1368-30 juin 1368          | Ruberto Martelli                                                   | Pr. du q. San Giovanni. Fabricant d'épées (spadaio) ?       |
| 1er juillet 1368-31 août 1368      | Mess. Filippo di Mess. Tommaso Corsini                             | Gonf. issu du q. San Spirito.                               |
| 1er juillet 1368-31 août 1368      | Tommaso di Serotino Brancacci                                      | Pr. du q. San Spirito. Marchand de lin (linaiolo).          |
| 1er juillet 1368-31 août 1368      | Angiolo di Banchino (ou Agnolo di Banchino)                        | Pr. du q. San Spirito. Fromager (pizzicagnolo).             |
| 1er juillet 1368-31 août 1368      | Angiolo di Berto di Recco Castellani (ou Agnolo di Berto Cecchi ?) | Pr. du q. Santa Croce.                                      |
| 1er juillet 1368-31 août 1368      | Francesco di Bonifazio                                             | Pr. du q. Santa Croce.                                      |
| 1er juillet 1368-31 août 1368      | Angelo di Bernardo Ardinghelli (ou Agnolo Ardinghelli)             | Pr. du q. Santa Maria Novella.                              |
| 1er juillet 1368-31 août 1368      | Barna di Valorino Valorini                                         | Pr. du q. Santa Maria Novella.                              |
| 1er juillet 1368-31 août 1368      | Malatesta di Francesco de'Medici                                   | Pr. du q. San Giovanni. Mort en charge.                     |
| 1er juillet 1368-31 août 1368      | Mess. Rosso di Ricciardo de'Ricci                                  | Pr. du q. San Giovanni. Élu en remplacement du précédent.   |
| 1er juillet 1368-31 août 1368      | Francesco di Buto                                                  | Pr. du q. San Giovanni. Fabricant de bols (scodellaio).     |
| 1er septembre 1368-31 octobre 1368 | Niccolò d'Ugolino de'Giugni                                        | Gonf. issu du q. Santa Croce.                               |
| 1er septembre 1368-31 octobre 1368 | Cione di Giovanni di Bonazzo                                       | Pr. du q. San Spirito.                                      |
| 1er septembre 1368-31 octobre 1368 | Neri Pitti                                                         | Pr. du q. San Spirito.                                      |
| 1er septembre 1368-31 octobre 1368 | Spinello di Donato                                                 | Pr. du q. Santa Croce. Marchand de chaussures (pianellaio). |
| 1er septembre 1368-31 octobre 1368 | Francesco di Giovanni                                              | Pr. du q. Santa Croce. Cordonnier (calzolaio).              |
| 1er septembre 1368-31 octobre 1368 | Ser Michele di Ser Tegna Pescioni                                  | Pr. du q. Santa Maria Novella.                              |
| 1er septembre 1368-31 octobre 1368 | Angiolo di Caccino Bonciani (ou Agnolo di Caccino Bonciani)        | Pr. du q. Santa Maria Novella.                              |
| 1er septembre 1368-31 octobre 1368 | Chiarissimo di Meo Cionacci                                        | Pr. du q. San Giovanni.                                     |
| 1er septembre 1368-31 octobre 1368 | Matteo di Federigo Soldi                                           | Pr. du q. San Giovanni.                                     |
| 1er novembre 1368-31 décembre 1368 | Guccio di Dino di Guccio Gucci                                     | Gonf.                                                       |
| 1er novembre 1368-31 décembre 1368 | Antonio di Niccolò di Cione Ridolfi                                | Pr. du q. San Spirito.                                      |
| 1er novembre 1368-31 décembre 1368 | Uberto di Schiatta Ridolfi                                         | Pr. du q. San Spirito.                                      |
| 1er novembre 1368-31 décembre 1368 | Bardo Corsi                                                        | Pr. du q. Santa Croce.                                      |
| 1er novembre 1368-31 décembre 1368 | Francesco di Naddo Bucelli                                         | Pr. du q. Santa Croce.                                      |
| 1er novembre 1368-31 décembre 1368 | Jacopo di Bernardo                                                 | Pr. du q. Santa Maria Novella. Marchand de blé (biadaiolo). |
| 1er novembre 1368-31 décembre 1368 | Maestro Giovanni di Gherardino Canacci                             | Pr. du q. Santa Maria Novella. Juge.                        |
| 1er novembre 1368-31 décembre 1368 | Piero di Ser Spigliato da Filicaia                                 | Pr. du q. San Giovanni.                                     |
| 1er novembre 1368-31 décembre 1368 | Piero di Neri di Lippo del Palagio (ou del Palazzo)                | Pr. du q. San Giovanni.                                     |

## 1369
| Période de gouvernement            | Gonfaloniers de Justice et Prieurs                                         | Notes                                                               |
| ---------------------------------- | -------------------------------------------------------------------------- | ------------------------------------------------------------------- |
| 1er janvier 1369-28 février 1369   | Migliore di Vieri Guadagni                                                 | Gonf. issu du q. San Giovanni.                                      |
| 1er janvier 1369-28 février 1369   | Jacopo d'Alamanno Vettori                                                  | Pr. du q. San Spirito.                                              |
| 1er janvier 1369-28 février 1369   | Ugolino di Bonso (ou Ugolino Bonsi)                                        | Pr. du q. San Spirito. Apothicaire (speziale).                      |
| 1er janvier 1369-28 février 1369   | Piero di Bonaventura Ricoveri                                              | Pr. du q. Santa Croce.                                              |
| 1er janvier 1369-28 février 1369   | Bonaccorso di Lapo di Giovanni                                             | Pr. du q. Santa Croce.                                              |
| 1er janvier 1369-28 février 1369   | Francesco di Jacopo del Bene                                               | Pr. du q. Santa Maria Novella.                                      |
| 1er janvier 1369-28 février 1369   | Cipriano di Lippozzo Mangioni                                              | Pr. du q. Santa Maria Novella.                                      |
| 1er janvier 1369-28 février 1369   | Manetto d'Ammannatino                                                      | Pr. du q. San Giovanni. Vannier, coffretier (cofanaio).             |
| 1er janvier 1369-28 février 1369   | Jacopo di Saggio                                                           | Pr. du q. San Giovanni. Fabricant de meubles (tavolacciaio).        |
| 1er mars 1369-30 avril 1369        | Luca di Totto da Panzano                                                   | Gonf. issu du q. San Spirito.                                       |
| 1er mars 1369-30 avril 1369        | Giovanni di Dono                                                           | Pr. du q. San Spirito. Fripier (rigattiere).                        |
| 1er mars 1369-30 avril 1369        | Andrea di Giovanni                                                         | Pr. du q. San Spirito. Marchand de chaussures (pianellaio).         |
| 1er mars 1369-30 avril 1369        | Andrea di Villano di Stoldo Villani                                        | Pr. du q. Santa Croce. Teinturier (tintore).                        |
| 1er mars 1369-30 avril 1369        | Francesco di Lippo                                                         | Pr. du q. Santa Croce. Fourreur (pellicciaio).                      |
| 1er mars 1369-30 avril 1369        | Francesco di Giunta Borghi                                                 | Pr. du q. Santa Maria Novella.                                      |
| 1er mars 1369-30 avril 1369        | Caroccio di Caroccio Strozzi                                               | Pr. du q. Santa Maria Novella. Apothicaire (speziale).              |
| 1er mars 1369-30 avril 1369        | Benedetto di Neri di Ser Benedetto Capitani                                | Pr. du q. San Giovanni.                                             |
| 1er mars 1369-30 avril 1369        | Angelo di Borgognone di Fiorentino (ou Agnolo di Borgognone di Fiorentino) | Pr. du q. San Giovanni.                                             |
| 1er mai 1369-30 juin 1369          | Filippo di Cionetto de'Bastari                                             | Gonf. issu du q. Santa Croce.                                       |
| 1er mai 1369-30 juin 1369          | Giovanni d'Arrigo Sassolini                                                | Pr. du q. San Spirito.                                              |
| 1er mai 1369-30 juin 1369          | Francesco di Lippo Antinori                                                | Pr. du q. San Spirito.                                              |
| 1er mai 1369-30 juin 1369          | Francesco di Martino                                                       | Pr. du q. Santa Croce. Tanneur (galigaio).                          |
| 1er mai 1369-30 juin 1369          | Marco Bellacci                                                             | Pr. du q. Santa Croce. Boucher (beccaio).                           |
| 1er mai 1369-30 juin 1369          | Giovanni di Roberto Ghini                                                  | Pr. du q. Santa Maria Novella.                                      |
| 1er mai 1369-30 juin 1369          | Bernardo di Jacopo Beccanugi                                               | Pr. du q. Santa Maria Novella.                                      |
| 1er mai 1369-30 juin 1369          | Giovanni d'Aldobrando del Ricco                                            | Pr. du q. San Giovanni.                                             |
| 1er mai 1369-30 juin 1369          | Pino di Teghiaio del Cecino (ou Cecini)                                    | Pr. du q. San Giovanni.                                             |
| 1er juillet 1369-31 août 1369      | Guido di Federigo de'Baldi                                                 | Gonf. issu du q. Santa Maria Novella.                               |
| 1er juillet 1369-31 août 1369      | Stefano di Lippo Neri                                                      | Pr. du q. San Spirito.                                              |
| 1er juillet 1369-31 août 1369      | Ciriaco di Guernieri Benci                                                 | Pr. du q. San Spirito.                                              |
| 1er juillet 1369-31 août 1369      | Francesco di Spinello                                                      | Pr. du q. Santa Croce. Marchand de fourrure de vair (vaiaio) ?      |
| 1er juillet 1369-31 août 1369      | Leonardo di Giovanni Raffacani                                             | Pr. du q. Santa Croce.                                              |
| 1er juillet 1369-31 août 1369      | Niccolò di Dello                                                           | Pr. du q. Santa Maria Novella. Fromager (pizzicagnolo).             |
| 1er juillet 1369-31 août 1369      | Cecco Giandonati                                                           | Pr. du q. Santa Maria Novella. Négociant en vins (vinattiere).      |
| 1er juillet 1369-31 août 1369      | Paolo di Michele Rondinelli                                                | Pr. du q. San Giovanni.                                             |
| 1er juillet 1369-31 août 1369      | Domenico di Filippo di Niccolò                                             | Pr. du q. San Giovanni. Drapier (lanaiolo).                         |
| 1er septembre 1369-31 octobre 1369 | Geri di Guccio Ghiberti                                                    | Gonf. issu du q. San Giovanni.                                      |
| 1er septembre 1369-31 octobre 1369 | Giovanni di Francesco del Grasso                                           | Pr. du q. San Spirito. Marchand (mercante).                         |
| 1er septembre 1369-31 octobre 1369 | Lippo di Dino Tinghi                                                       | Pr. du q. San Spirito.                                              |
| 1er septembre 1369-31 octobre 1369 | Niccolò di Bello Mancini                                                   | Pr. du q. Santa Croce.                                              |
| 1er septembre 1369-31 octobre 1369 | Francesco di Goso                                                          | Pr. du q. Santa Croce. Drapier (lanaiolo).                          |
| 1er septembre 1369-31 octobre 1369 | Domenico di Sandro Donnini                                                 | Pr. du q. Santa Maria Novella.                                      |
| 1er septembre 1369-31 octobre 1369 | Tommaso di Meglio Fagiuoli                                                 | Pr. du q. Santa Maria Novella.                                      |
| 1er septembre 1369-31 octobre 1369 | Maestro Giovanni di Lapo di Ghino (ou Ghini)                               | Pr. du q. San Giovanni.                                             |
| 1er septembre 1369-31 octobre 1369 | Giovanni di Piero Parenti                                                  | Pr. du q. San Giovanni. Armurier (corazzaio).                       |
| 1er novembre 1369-31 décembre 1369 | Giovanni di Luigi de'Mozzi                                                 | Gonf. issu du q. San Spirito.                                       |
| 1er novembre 1369-31 décembre 1369 | Niccolò Doni                                                               | Pr. du q. San Spirito. Hôtelier (albergatore).                      |
| 1er novembre 1369-31 décembre 1369 | Bonaccorso di Vita                                                         | Pr. du q. San Spirito. Fripier (rigattiere).                        |
| 1er novembre 1369-31 décembre 1369 | Giovanni di Piero di Bandino Baroncelli                                    | Pr. du q. Santa Croce.                                              |
| 1er novembre 1369-31 décembre 1369 | Giovanni di Francesco Magalotti                                            | Pr. du q. Santa Croce.                                              |
| 1er novembre 1369-31 décembre 1369 | Simone di Mess. Bindo Altoviti                                             | Pr. du q. Santa Maria Novella.                                      |
| 1er novembre 1369-31 décembre 1369 | Boccaccio di Mess. Arduino Federighi                                       | Pr. du q. Santa Maria Novella.                                      |
| 1er novembre 1369-31 décembre 1369 | Bianco di Bonso (ou Bonsi)                                                 | Pr. du q. San Giovanni. Marchand de tissu au détail (ritagliatore). |
| 1er novembre 1369-31 décembre 1369 | Filippo di Dono                                                            | Pr. du q. San Giovanni. Drapier (lanaiolo).                         |